# Lizette Cabrera
Lizette Faith Cabrera (Townsville, 19 dicembre 1997) è una tennista australiana.

## Carriera
Lizette Cabrera ha conquistato il 3 febbraio 2020 la sua migliore posizione nel singolare WTA piazzandosi 119º. Il 16 luglio 2018 ha raggiunto il miglior piazzamento mondiale nel doppio alla posizione n°139.

## Statistiche ITF

### Singolare

#### Vittorie (10)
| Torneo $100.000 (0) |
| Torneo $80.000 (1)  |
| Torneo $75.000 (0)  |
| Torneo $60.000 (2)  |
| Torneo $50.000 (0)  |
| Torneo $40.000 (0)  |
| Torneo $25.000 (7)  |
| Torneo $15.000 (0)  |
| Torneo $10.000 (0)  |

| N.  | Data              | Torneo                                        | Superficie | Avversaria in finale   | Score         |
| 1.  | 25 settembre 2016 | Tweed Heads Tennis International, Tweed Heads | Cemento    | Destanee Aiava         | 6-3, 5-7, 6-2 |
| 2.  | 2 ottobre 2016    | Brisbane QTC International, Brisbane          | Cemento    | Viktória Kužmová       | 6-2, 6-4      |
| 3.  | 28 luglio 2019    | Challenger Banque Nationale de Granby, Granby | Cemento    | Leylah Annie Fernandez | 6-1, 6-4      |
| 4.  | 29 settembre 2019 | Darwin Tennis International, Darwin           | Cemento    | Abbie Myers            | 6-4, 4-6, 6-2 |
| 5.  | 27 ottobre 2019   | Bendigo Women's International, Bendigo        | Cemento    | Maddison Inglis        | 6-2, 6-3      |
| 6.  | 16 ottobre 2022   | Cairns Tennis International, Cairns           | Cemento    | Naiktha Bains          | 5-7, 6-3, 6-2 |
| 7.  | 24 giugno 2023    | Open Villa de Tauste, Tauste                  | Cemento    | Rosa Vicens Mas        | 6-1, 6-3      |
| 8.  | 2 marzo 2025      | Launceston Tennis International, Launceston   | Cemento    | Sakura Hosogi          | 7-5, 6-2      |
| 9.  | 16 marzo 2025     | Mildura International, Mildura                | Erba       | Chihiro Muramatsu      | 6-0, 7-5      |
| 10. | 23 marzo 2025     | Swan Hill Tennis International, Swan Hill     | Erba       | Sakura Hosogi          | 6-4, 6-3      |

#### Sconfitte (7)
| Torneo $100.000 (0) |
| Torneo $80.000 (0)  |
| Torneo $75.000 (0)  |
| Torneo $60.000 (2)  |
| Torneo $50.000 (1)  |
| Torneo $40.000 (1)  |
| Torneo $25.000 (3)  |
| Torneo $15.000 (0)  |
| Torneo $10.000 (0)  |

| N. | Data             | Torneo                                                   | Superficie    | Avversaria in finale | Score            |
| 1. | 20 novembre 2016 | Dunlop World Challenge, Toyota                           | Sintetico (i) | Aryna Sabalenka      | 2-6, 4-6         |
| 2. | 3 novembre 2019  | City of Playford Tennis International, Città di Playford | Cemento       | Storm Sanders        | 3-6, 4-6         |
| 3. | 27 novembre 2022 | Traralgon International, Città di Latrobe                | Cemento       | Destanee Aiava       | 3-6, 7-6(6), 4-6 |
| 4. | 8 ottobre 2023   | Cairns Tennis International, Cairns                      | Cemento       | Destanee Aiava       | w/o              |
| 5. | 6 ottobre 2024   | Cairns Tennis International, Cairns                      | Cemento       | Talia Gibson         | 2-6, 6(2)-7      |
| 6. | 17 novembre 2024 | Brisbane QTC Tennis International, Brisbane              | Cemento       | Destanee Aiava       | 6(4)-7, 6-4, 3-6 |
| 7. | 1º dicembre 2024 | Gold Coast Tennis International, Carrara                 | Cemento       | Daria Saville        | 5-7, 6(3)-7      |

### Doppio

#### Vittorie (7)
| Torneo $100.000 (1) |
| Torneo $80.000 (0)  |
| Torneo $75.000 (0)  |
| Torneo $60.000 (2)  |
| Torneo $50.000 (0)  |
| Torneo $40.000 (0)  |
| Torneo $25.000 (4)  |
| Torneo $15.000 (0)  |
| Torneo $10.000 (0)  |

| N. | Data              | Torneo                                                       | Superficie  | Compagna                | Avversarie in finale            | Score               |
| 1. | 15 ottobre 2016   | Cairns Tennis International, Cairns                          | Cemento     | Alison Bai              | Katarzyna Kawa Sandra Zaniewska | 7–5, 5–7, [12–10]   |
| 2. | 25 maggio 2019    | Internazionali Femminili di Tennis Città di Caserta, Caserta | Terra rossa | Julia Grabher           | Elena Bogdan Vivien Juhaszová   | 6-3, 6-4            |
| 3. | 27 settembre 2019 | Darwin Tennis International, Darwin                          | Cemento     | Destanee Aiava          | Alison Bai Jaimee Fourlis       | 6-4, 2-6, [10-3]    |
| 4. | 18 giugno 2022    | Ilkley Trophy, Ilkley                                        | Erba        | Jang Su-jeong           | Naiktha Bains Maia Lumsden      | 6(7)-7, 6-0, [11-9] |
| 5. | 10 agosto 2024    | Lexus GB Pro-Series NTC, Roehampton                          | Cemento     | Nigina Abduraimova      | Akiko Ōmae Eri Shimizu          | 6-2, 6-2            |
| 6. | 3 novembre 2024   | NSW Open, Sydney                                             | Cemento     | Taylah Preston          | Destanee Aiava Maddison Inglis  | 6-1, 3-6, [10-8]    |
| 7. | 15 marzo 2025     | Mildura International, Mildura                               | Erba        | Gabriella Da Silva-Fick | Alicia Smith Belle Thompson     | 2-6, 6-3, [12-10]   |

#### Sconfitte (9)
| Torneo $100.000 (0) |
| Torneo $80.000 (1)  |
| Torneo $75.000 (0)  |
| Torneo $60.000 (3)  |
| Torneo $50.000 (1)  |
| Torneo $40.000 (0)  |
| Torneo $25.000 (3)  |
| Torneo $15.000 (1)  |
| Torneo $10.000 (0)  |

| N. | Data             | Torneo                                                   | Superficie  | Compagna           | Avversarie in finale           | Score            |
| 1. | 17 ottobre 2014  | Toowoomba Tennis International, Toowoomba                | Cemento     | Priscilla Hon      | Jessica Moore Abbie Myers      | 3–6, 3–6         |
| 2. | 11 giugno 2016   | Tokyo Women's Open, Tokyo                                | Cemento     | Miharu Imanishi    | Kanae Hisami Kotomi Takahata   | 1–6, 4–6         |
| 3. | 5 novembre 2016  | Canberra Tennis International, Canberra                  | Cemento     | Alison Bai         | Jessica Moore Storm Sanders    | 3–6, 4–6         |
| 4. | 23 aprile 2017   | Dothan Pro Tennis Classic, Dothan                        | Terra verde | Kristie Ahn        | Emina Bektas Sanaz Marand      | 3–6, 6–1, [2–10] |
| 5. | 6 aprile 2019    | Innisbrook Women's Open, Palm Harbor                     | Terra verde | Akgul Amanmuradova | Quinn Gleason Ingrid Neel      | 7–5, 5–7, [8–10] |
| 6. | 7 ottobre 2023   | Cairns Tennis International, Cairns                      | Cemento     | Maddison Inglis    | Yuki Naito Naho Sato           | 6-4, 3-6, [2-10] |
| 7. | 13 aprile 2024   | SEIMS Cup, Osaka                                         | Cemento     | Dalayna Hewitt     | Natsuho Arakawa Miho Kuramochi | 4-6, 6-3, [7-10] |
| 8. | 26 ottobre 2024  | City of Playford Tennis International, Città di Playford | Cemento     | Taylah Preston     | Alexandra Bozovic Petra Hule   | 4-6, 3-6         |
| 9. | 1º febbraio 2025 | Brisbane QTC Tennis International, Brisbane              | Cemento     | Taylah Preston     | Petra Hule Elena Micic         | 6-2, 2-6, [6-10] |

## Risultati in progressione
| Sigla | Risultato               |
| ----- | ----------------------- |
| V     | Vincitore               |
| F     | Finalista               |
| SF    | Semifinalista           |
| O     | Oro olimpico            |
| A     | Argento olimpico        |
| SF    | Bronzo olimpico         |
| QF    | Quarti di Finale        |
| 4T    | Quarto turno            |
| 3T    | Terzo turno             |
| 2T    | Secondo turno           |
| 1T    | Primo turno             |
| RR    | Round Robin             |
| LQ    | Turno di qualificazione |
| A     | Assente                 |
| ND    | Non disputato           |

| Legenda superfici    |
| -------------------- |
| Cemento              |
| Terra battuta        |
| Erba                 |
| Superficie variabile |

### Singolare
| Tornei del Grande Slam |     |     |     |     |     |     |     |       |     |
| Australian Open        | 1T  | 1T  | Q2  | 1T  | 1T  | Q2  | Q1  | 0 / 4 | 0–4 |
| Open di Francia        | Q1  | Q2  | A   | A   | Q1  | Q2  | A   | 0 / 0 | 0–0 |
| Wimbledon              | Q2  | Q2  | A   | A   | Q1  | Q2  | A   | 0 / 0 | 0–0 |
| US Open                | Q2  | 1T  | Q3  | 1T  | Q1  | Q2  | A   | 0 / 2 | 0–2 |
| Totale V–S             | 0–1 | 0–2 | 0–0 | 0–2 | 0–1 | 0-0 | 0-0 | 0 / 6 | 0–6 |
| Vittorie %             | 0%  | 0%  | –   | 0%  | 0%  | –   | –   | 0%    | 0%  |
| Ranking a fine anno    | 135 | 230 | 131 | 140 | 172 | 296 | 281 |       |     |

### Doppio
| Tornei del Grande Slam |     |     |     |     |     |     |     |       |     |
| Australian Open        | 1T  | A   | 1T  | 1T  | 2T  | 2T  | 1T  | 0 / 6 | 2–6 |
| Open di Francia        | A   | A   | A   | A   | A   | A   | A   | 0 / 0 | 0–0 |
| Wimbledon              | A   | A   | A   | ND  | A   | A   | A   | 0 / 0 | 0–0 |
| US Open                | A   | A   | A   | A   | A   | A   | A   | 0 / 0 | 0–0 |
| Totale V–S             | 0–1 | 0–0 | 0–1 | 0–1 | 1–1 | 1-1 | 0-1 | 0 / 6 | 2–6 |
| Vittorie %             | 0%  | –   | 0%  | 0%  | 50% | 50% | 0%  | 25%   | 25% |
| Ranking a fine anno    | 279 | 169 | 249 | 228 | 200 | 173 | 682 |       |     |

### Doppio misto
| Tornei del Grande Slam |     |     |     |     |       |     |       |     |
| Australian Open        | 1T  | A   | A   | A   | 1T    | QF  | 0 / 3 | 2–3 |
| Open di Francia        | A   | A   | A   | A   | A     | A   | 0 / 0 | 0–0 |
| Wimbledon              | A   | A   | ND  | A   | A     | A   | 0 / 0 | 0–0 |
| US Open                | A   | A   | A   | A   | A     | A   | 0 / 0 | 0–0 |
| Totale V–S             | 0–1 | 0–0 | 0–0 | 0–0 | 0 / 1 | 0–1 |       |     |
| Vittorie %             | 0%  | –   | –   | –   | 0%    | 67% | 40%   | 40% |